# Quinn Wolferman
Quinn Wolferman (6 ottobre 1997) è uno sciatore freestyle statunitense, specializzato in slopestyle e big air.

## Biografia
Specializzato in slopestyle e big air e attivo a livello internazionale dal marzo 2014, Wolferman ha debuttato in Coppa del Mondo il 26 novembre 2017, giungendo 67º nello slopestyle di Stubaital. Nel gennaio 2022 ha vinto la medaglia d'oro nello knuckle huck ai Winter X Games XXVI.
In carriera non ha mai preso parte a rassegne olimpiche o iridate.

## Palmarès

### Winter X Games
- 1 medaglia:
  - 1 oro (knuckle huck ad Aspen 2022)

### Coppa del Mondo
- Miglior piazzamento in classifica generale: 153º nel 2018
- Miglior piazzamento nella Coppa del Mondo di slopestyle: 30º nel 2018
- Miglior piazzamento nella Coppa del Mondo di big air: 59º nel 2020